# بدري كفاراتسخيليا
بدري كفاراتسخيليا، بالإنجليزية Badri Kvaratskhelia، (بالجورجية: ბადრი კვარაცხელია)- مواليد 15 فبراير 1965م، وهو لاعب كرة قدم جورجي، محترف سابق لعب كمهاجم. وهو والد لاعب باريس سان جيرمان الحالي خفيتشا كفاراتسخيليا.

## مهنة اللعب
في أوائل التسعينيات من القرن العشرين، أمضى كفاراتسخيليا ثلاثة مواسم في فريق سكوري، مسقط رأسه، والذي يشارك في المستوى الثاني من نظام الدوري الجورجي لكرة القدم، وذلك قبل أن ينضم إلى بطل الدرجة الأولى الحالي دينامو تبليسي لمدة عام واحد. في عام 1997م، انتقل كفاراتسخيليا إلى نادي كاباز جانجا الأذربيجاني، الذي فاز بلقب الدوري والكأس الوطنية في ذلك الموسم. 
في العام التالي، وقع كفاراتسخيليا مع نادي شامكير، وأصبح هداف الدوري في موسم 1999-2000م. وفي 19 يوليو 2000م، سجل ثلاثية في مباراة تصفيات كأس الأبطال ضد نادي سكونتو ريغا. 
في عام 2000م، حصل على الجنسية الأذربيجانية، وشارك لأول مرة مع منتخب أذربيجان الوطني في مباراة انتهت بالتعادل 0-0 ضد جورجيا.  وفي وقت لاحق، لعب مباراتين دوليتين أخريين.
أنهى كفاراتسخيليا مسيرته الكروية في عام 2005م، وعاد إلى جورجيا.

## مهنة التدريب
بعد إكمال دورات التدريب، عمل كفاراتسخيليا، في البداية، كمساعد مدير في نادي سيوني بولنيسي، الذي فاز بلقب الدوري في عام 2006م. وفي أوائل عام 2009م، تولى منصب المدير الفني في نادي ستاندارد سومجاييت الأذربيجاني المنحل. 
في 22 سبتمبر 2015م، تم تعيين كفاراتسخيليا مديرًا لـنادي غوريا لانشخوتي Guria Lanchkhuti. ولم يدم الأمر طويلاً، حيث تم تعيينه، في 6 أكتوبر 2015م، مديرًا لنادي ميراني مارتفيليMerani Martvili.
في أبريل 2018م، أصبح كفاراتسخيليا مديرًا لـنادي سامتريديا Samtredia. غير أنه استقال في نهاية الموسم. ومن فبراير، حتى 22 أبريل 2019، كان مديرًا لنادي روستافي Rustavi.
وبعد فترة وجيزة، وبسبب جراحة في القلب، اضطر كفاراتسخيليا إلى التقاعد المبكر. 

## إحصائيات المهنة

### على مستوى الأندية
| 1990      | سكوري              | دوري بيرفيلي           | 33 | 17 |
| 1991      | سكوري              | دوري بيرفيلي           | 14 | 5  |
| 1991–92   | سكوري              | دوري بيرفيلي           | 28 | 25 |
| 1992–93   | نادي دينامو تبليسي | الدوري الجورجي الممتاز | 18 | 5  |
| 1993–94   | كاخيتي             | الدوري الجورجي الممتاز | 12 | 4  |
| 1994–95   | ميتالورغي روستافي  | الدوري الجورجي الممتاز | 15 | 1  |
| 1995–96   | أكاديمية اس اس اس  | دوري بيرفيلي           | 10 | 5  |
| 1996–97   | ميراني تبليسي      | الدوري الجورجي الممتاز | 28 | 11 |
| 1997–98   | ميراني تبليسي      | الدوري الجورجي الممتاز | 6  | 1  |
| 1997–98   | نادي كاباز         | دوري أذربيجان الممتاز  | 22 | 20 |
| 1998–99   | نادي شامكير        | دوري أذربيجان الممتاز  | 31 | 14 |
| 1999–2000 | نادي شامكير        | دوري أذربيجان الممتاز  | 21 | 16 |
| 2000–01   | نادي شامكير        | دوري أذربيجان الممتاز  | 15 | 7  |
| 2001–02   | نادي شامكير        | دوري أذربيجان الممتاز  | 21 | 7  |
| 2003–04   | نادي شامكير        | دوري أذربيجان الممتاز  | 11 | 5  |
| 2004–05   | نادي شامكير        | دوري أذربيجان الممتاز  | 11 | 2  |

### على المستوى الدولي
| المنتخب الوطني | سنة     | المباريات | الأهداف |
| -------------- | ------- | --------- | ------- |
| أذربيجان       | 2000    | 3         | 0       |
| المجموع        | المجموع | 3         | 0       |

## الحياة الشخصية
بدري، هو والد لاعب المنتخب الجورجي الوطني، خفيتشا كفاراتسخيليا. 

## الأوسمة
دينامو تبليسي
- الدوري الجورجي الممتاز: 1992–93م

كاباز
- الدوري الأذربيجاني الممتاز: 1997–98م
- كأس أذربيجان: 1997–98م

شمكير
- الدوري الأذربيجاني الممتاز: 1999–2000م، 2000–01م، 2001–02م
- وصيف كأس أذربيجان: 1998-1999م، 2001-2002م، 2003-2004م

الألقاب الفردية
- هداف الدوري الأذربيجاني الممتاز: 1999-2000م

## روابط خارجية
- بدري كفاراتسخيليا – سجل منافسات الفيفا
- بدري كفاراتسخيليا في موقع كرة القدم العالمية.نت